# Al-Zuhri
Az-Zouhri, ou Muhammad ibn Shihab al-Zuhri, né vraisemblablement en 58 de l'Hégire (677) et mort en 124 (741) était un savant et juriste musulman des VIIe et VIIIe siècles. Il est considéré comme l'un des premiers compilateurs de hadiths, c'est-à-dire de traditions orales concernant les actions et les paroles du Prophète de l'islam, Muhammad.
Az-Zouhri a également réunit de nombreux récits sur l'histoire des premiers temps de l'Islam en particulier sur les campagnes militaires du Prophète (maghazi) et des premiers califes. Ses récits ont été largement utilisés par les historiens ultérieurs pour reconstituer l'histoire de cette période.
Az-Zouhri est aussi connu pour avoir joué un rôle important dans l'enseignement du savoir islamique à travers l'empire musulman. Il enseigna à de nombreux disciples et inspira de nombreux autres savants et intellectuels de l'époque.

## Son apprentissage
Az-Zouhri nait et grandit à Médine dans le clan des Banu Zuhra, il côtoie donc plusieurs compagnons de Muhammad et apprend auprès d'eux. Il commence par étudier la généalogie aux côtés de ‘Abd-Allah ibn Tha‘laba al-‘Udhri. Ce dernier lui conseille ensuite de se tourner vers Sa‘id ibn al-Musayyib pour étudier le fiqh. Il suit aussi à Médine les cours de ‘Urwa ibn al-Zubayr et de ‘Aban ibn ‘Uthman. Plusieurs anecdotes sur az-Zouhri le décrivent comme un élève curieux qui n'hésite pas poser de nombreuses questions et s'intéresse à de nombreux domaines. Abou az-Zinad (ar), un fonctionnaire omeyyade l'ayant côtoyé rapporte à son sujet :  
« Nous ne notions que ce qui concernait les affaires de droit (al-ḥalāl wa l-ḥarām), tandis qu’Ibn Shihāb écrivait tout ce qu’il entendait »

Az-Zouhri passait une grande partie de son temps le nez plongé dans ses livres, ce qui fit dire à sa femme : « Par Dieu ! Ces livres (kutub) me sont plus pénibles à supporter que trois coépouses ! ».

## Az-Zouhri et les Omeyyades
Az-Zouhri est considéré comme un savant proche du pouvoir omeyyade. L'historien al-Ya‘qubi avance qu'alors qu'il était encore adolescent, az-Zouhri aurait rencontré le calife ‘Abd al-Malik à Damas, en 692. C'est à cette occasion que se serait déroulé un événement rapporté par al-Ya‘qubi selon lequel, à la suite d'un hadith narré par az-Zouhri, le calife aurait pris la décision de construire le dôme du Rocher et de déplacer le pèlerinage à Jérusalem en raison du contrôle de l'Arabie et de La Mecque par le calife concurrent ‘Abd-Allah ibn al-Zubayr. Cette version est cependant fortement critiquée par plusieurs historiens, parmi lesquels Harald Motzki (en) et Muhammad al-Azami, qui remettent en cause la véracité de ce récit.
En revanche, az-Zouhri a, plus tard, de manière certaine, rencontré ‘Abd Al-Malik et ses successeurs. Il est proche du calife ‘Umar II qui lui demande de travailler à la recension des hadiths.

En plus de ses recherches religieuses, az-Zouhri occupe tout au long de sa vie plusieurs fonctions au sein de l'État omeyyade. Il est successivement responsable des impôts, cadi et précepteur des enfants du calife Hicham. Al-Dhahabi rapporte à son sujet : 
« Il disposait de nombre de personnes attachées à lui et de serviteurs, c’était une personnalité éminente, portant la tenue des adjnād et occupant un rang élevé dans l’État des Banū Umayya. »
Az-Zouhri se voit récompensé de son service par de grandes propriétés foncières dans la région de Shaghab, dans le nord-est de l'Arabie. Az-Zouhri maintient cependant une certaine indépendance d'esprit vis-à-vis des Omeyyades. Ainsi, lorsque Ma'mar lui demande qui a mis à l'écrit le pacte de Houdaybiya, il répond honnêtement : « C'est Ali ibn Abi Talib, et si tu les interrogeais à ce sujet [les Omeyyades], ils te diraient que c'est Othman ».